# منتخب قبرص لكأس فيد
منتخب قبرص لكأس فيد هو ممثل قبرص الرسمي في كرة المضرب في كأس فيد
.